# Apomys crinitus
Apomys crinitus és una espècie de mamífer rosegador de la família dels múrids. És endèmic de l'illa de Mindoro (Filipines), on ha estat trobat a altituds d'entre 140 i 880 msnm. El seu hàbitat natural són els boscos caducifolis. Té una llargada de cap a gropa de 128 mm. En general, els mascles (54-80 g) pesen més que les femelles (60 g). El nom específic crinitus significa ‘cabellut’ en llatí i es refereix al floc de pèls blancs que té darrere de cada orella. Com que fou descoberta fa poc, encara no se n'ha avaluat l'estat de conservació.